# Rune Factory
Rune Factory (jap. ルーンファクトリー, Rūn Fakutorī) ist eine Rollenspiel-Serie von Neverland für Nintendo DS, Nintendo 3DS, Wii, PlayStation 3 und Nintendo Switch. Es ist ein Spin-off der Videospielserie Story of Seasons (ehem. Harvest Moon). Der Produzent der Harvest-Moon-Spiele, Yoshifumi Hashimoto, beschreibt Rune Factory als „Harvest Moon, in dem man ein Schwert führt“. In Deutschland wird die Rune-Factory-Serie von der Koch Media GmbH vertrieben.

## Spielprinzip
Das Spielprinzip von Rune-Factory ist ähnlich dem der Harvest-Moon-Spiele. Zehn Sekunden in Echtzeit entsprechen zehn Minuten in Spielzeit. Der Spieler kann Gemüse anbauen mit Hilfe von aufrüstbaren Farm-Utensilien. Die Aufzucht von Haustieren aus Harvest-Moon wurde durch das Besiegen und Anfreunden mit Monstern in Höhlen ersetzt. Wenn ein Monster gezähmt ist, hilft es dem Spieler im Kampf oder produziert verkaufsfähige Güter. Das Kampfsystem des Spiels ist im Action-Rollenspiel-Stil gehalten.
Wie in Harvest-Moon hat der Spieler eine begrenzte Ausdauer, die in Form von „Rune Points“ (RP) angezeigt wird. Da es in Rune Factory auch möglich ist zu kämpfen, erhält der Spieler ebenfalls Trefferpunkte (HP). Rune Points sind erforderlich um Magie zu wirken, wobei der Spieler auch Waffen ohne Rune Points benutzen kann, indem er HP opfert. Der Spieler kann RP auffrischen wenn er Runen benutzt, die durch gewachsenes Gemüse oder Zaubertränke erstellt werden können. Die HP können mit Hilfe von Medizin oder Heilzaubern aufgefüllt werden. Das Badehaus der Stadt heilt sowohl HP als auch RP. Wenn der Spieler alle HP verloren hat und sich dabei auf der Farm befindet, kollabiert er und wird gerettet. Befindet er sich allerdings außerhalb der Stadt, ist das Spiel vorbei und er verliert. Dies geschieht jedoch nur in Rune Factory und Rune Factory 2, in Rune Factory 3 und Rune Factory Frontier verursacht es kein „Game Over“.
Gemüse kann in verschiedenen Gebieten angebaut und für Gold verkauft werden. Andere Aktivitäten umfassen den Bergbau für Metalle und Mineralien, Angeln oder das Sammeln von Essen, wie zum Beispiel Milch und Eier von befreundeten Monstern. Der Spieler kann dann das Geld ausgeben um verschiedene Ausbauten an seinem Haus, oder Aufwertungen seiner Waffen und Werkzeuge vorzunehmen.
Zusätzlich zu dem freien Gameplay, welches niemals endet, folgt das Spiel einer linearen Storyline, die erweitert werden kann, wenn man Höhlen erkundet und bestimmte Monster besiegt.

## Chronologie
| Titel                                  | Plattform                                    | Erscheinungsdatum Japan | Erscheinungsdatum Nordamerika | Erscheinungsdatum Europa    |
| -------------------------------------- | -------------------------------------------- | ----------------------- | ----------------------------- | --------------------------- |
| Rune Factory: A Fantasy Harvest Moon   | Nintendo DS                                  | 24. August 2006         | 14. August 2007               | 13. Februar 2009            |
| Rune Factory 2: A Fantasy Harvest Moon | Nintendo DS                                  | 3. Januar 2008          | 18. November 2008             | 8. Oktober 2010             |
| Rune Factory Frontier                  | Wii                                          | 27. November 2008       | 17. März 2009                 | 1. April 2010               |
| Rune Factory 3: A Fantasy Harvest Moon | Nintendo DS                                  | 22. Oktober 2009        | 9. November 2010              | 30. September 2011 (nur UK) |
| Rune Factory Oceans                    | Wii, PlayStation 3                           | 24. Februar 2011        | 7. Oktober 2011               | 25. Mai 2012                |
| Rune Factory 4                         | Nintendo 3DS                                 | 19. Juli 2012           | 1. Oktober 2013               | 11. Dezember 2014           |
| Rune Factory 4 Special                 | Nintendo Switch, PlayStation 4, Xbox One, PC | 25. Juli 2019           | 25. Februar 2020              | 28. Februar 2020            |
| Rune Factory 5                         | Nintendo Switch, PC                          | 20. Mai 2021            | 22. März 2022                 | 25. März 2022               |
| Rune Factory 3 Special                 | Nintendo Switch                              | 2. März 2023            | 5. September 2023             | 5. September 2023           |
| Rune Factory: Guardians of Azuma       | Nintendo Switch, Nintendo Switch 2, PC       | 5. Juni 2025            | 5. Juni 2025                  | 5. Juni 2025                |
| Rune Factory 6                         | unbekannt                                    | unbekannt               | unbekannt                     | unbekannt                   |

## Handlung

### Rune Factory: A Fantasy Harvest Moon
Rune Factory: A Fantasy Harvest Moon (ルーンファクトリー -新牧場物語-, Rūn Fakutorī – Shin Bokujō Monogatari) spielt in Kardia, einer kleinen Stadt an der Ostküste des Königreichs Norad.
Das Spiel beginnt, als der Protagonist, Raguna (Name im Spiel änderbar), die Stadt betritt. Ausgehungert und dehydriert bricht er vor dem Haus einer jungen Dame namens Mist zusammen.
Raguna hat Gedächtnisschwund und hat keine Ahnung, wo er ist oder woher er kommt.
Mist bringt ihm Wasser und Brot und danach bietet sie ihm ein Haus auf ihrem Grundstück an, wenn er verspricht, auf der Farm zu arbeiten.
Der Spieler kann nun auf der Farm arbeiten und die verschiedenen Höhlen um Kardia herum erkunden.
Er kann ein Mädchen heiraten, Monster fangen und sein Haus vergrößern.
Nachdem der Spieler sich durch die Höhlen kämpft, wird das Rätsel um die Monster, die das Dorf angreifen, immer weiter gelüftet.

### Rune Factory 2: A Fantasy Harvest Moon
Rune Factory 2: A Fantasy Harvest Moon (ルーンファクトリー2, Rūn Fakutorī 2) beginnt, als ein Mann mit Gedächtnisverlust in einer Stadt namens Alvarna ankommt
Dort trifft er ein Mädchen namens Mana, die ihm eine Farm und Werkzeuge überlässt. Ihm wird der Name Kyle gegeben (Name im Spiel änderbar).
Er kann im Spiel heiraten und ein Kind mit seiner Frau bekommen. Später hilft er dabei, eine Schule für die Stadt zu bauen.
Eines Tages kommt seine Erinnerung zurück und er weiß wieder, warum er nach Alvarna gekommen ist und warum er unbedingt die Schule bauen wollte.
Er verlässt seine Familie mitten in der Nacht. Ein paar Jahre später folgt sein Kind den Hinweisen, die sein Vater ihm hinterlassen hat und erfährt von der Existenz von Fiersome, einem Drachen, der vor tausend Jahren weggesperrt wurde
Sein Kind findet auch heraus, dass sein Vater fortgegangen ist, um sich mit Fiersome zu vereinigen, damit dieser die Kraft des Drachen kontrollieren konnte.
Der Drachen wird von seinem Kind besiegt und erneut weggesperrt. Damit ist auch der Geist seines Vaters mit dem Drachen weggesperrt worden.
Daraufhin sucht sein Kind einen Weg, um den Geist seines Vaters zu trennen und schafft es letztendlich ihn wieder nach Hause zu bringen, um ihn mit seiner Familie und seinen Freunden wieder zu vereinen.

### Rune Factory Frontier
Rune Factory Frontier (jap. ルーンファクトリー フロンティア, Rūn Fakutorī Furontia) ist ein direkter Nachfolger von Rune Factory: A Fantasy Harvest Moon.
Raguna sucht nach der vermissten Mist, die in eine neue Stadt gezogen ist, weil sie von jemandem in ihren Träumen gerufen wurde.
Auch Raguna zieht in die neue Stadt, namens Trampoli, wo er in dem Haus neben ihr lebt. Doch dann findet Raguna heraus, dass die fliegende Walinsel im Himmel droht, auf die Stadt herunterzufallen.

### Rune Factory 3: A Fantasy Harvest Moon
Rune Factory 3: A Fantasy Harvest Moon(ルーンファクトリー3, Rūn Fakutorī 3) beginnt, als ein Mädchen namens Shara ein Monster bei sich zu Hause aufnimmt, das vom Himmel gefallen ist.
Über Nacht verwandelt es sich in einen Menschen und er läuft zum großen Sharance Baum, wo er erneut auf Shara trifft.
Da er Gedächtnisverlust hat, beschließen sie ihn Micah (Name im Spiel änderbar) zu nennen. Er wird beauftragt, das Land um den Baum herum zu bebauen.
Micah findet heraus, dass der Baum seit fünfzig Jahren nicht geblüht hat und das Land seitdem verfällt. Als er erfährt, dass er ein Halbmonster ist, behält er dieses für sich.
Später trifft er auf die Univir, mit denen er aber nur in Monstergestalt interagiert. Früher lebten die Dorfbewohner und die Univir in Frieden, aber seit ein paar Jahrzehnten entfremdeten sich die beiden Völker.
Micah gewinnt das Vertrauen beider Fraktionen und schafft es ihre Differenzen beizulegen und wieder in Frieden zu leben.
Als Micah eines der Mädchen im Spiel heiraten will, verschwindet seine Braut auf mysteriöse Weise am Hochzeitstag.
Auf der Suche nach ihr wird Micah mit Aquaticus konfrontiert, einem großen Wasserdrachen, der seine Geliebte gefangen hält.
Er meint, dass Menschen und Univir nicht miteinander leben sollten und er, als Halbmonster, keine von beiden Rassen heiraten sollte.
Als er Micahs Entschlossenheit sieht, mit der dieser seine Geliebte zurückerkämpft, löst Aquaticus das Geheimnis.
Es war alles Teil seines Plans, damit sich Menschen und Univir endlich wieder richtig versöhnen können, denn nur dann könnte der Sharance Baum vollständig geheilt werden, um die Zerstörung der Welt abzuwenden.
Am Ende heiraten Micah und seine Frau.

### Rune Factory Oceans
Rune Factory Oceans (ルーンファクトリー オーシャンズ, Rūn Fakutorī Ōshanzu), auch bekannt als Rune Factory: Tides of Destiny, handelt von den beiden Freunden Aden/Azel und Sonja/Sonia, deren Seelen auf mysteriöse Weise in einem Körper versiegelt werden.
In der Rolle von Aden gilt es herauszufinden, wo sich Sonjas/Sonias Körper befindet und wie sie wieder hineingelangt.
Mithilfe des Golems Ymir reist der Spieler über das Meer, kann eine Menge interessanter versunkener Inseln bergen und sogar Kämpfe mit dem Giganten austragen.
Der Spieler kann sich um die Farm kümmern, gegen Monster kämpfen und Beziehungen aufbauen.
Insgesamt stehen neun Mädchen, zehn wenn man sich nach dem Beenden der Geschichte für Aden entscheidet, für den männlichen Protagonisten und drei Jungen, vier wenn man sich nach dem Beenden der Geschichte für Sonja/Sonia entscheidet, für die weibliche Seite für eine Beziehung zur Verfügung.

### Rune Factory 4
Rune Factory 4 (ルーンファクトリー4, Rūn Fakutorī 4) spielt im Königreich Selphia.
Der Protagonist (Lest oder Frey) (Geschlecht und Name im Spiel wählbar) fällt von einem Luftschiff und erleidet eine Amnesie.
Er landet auf dem königlichen Drachen, Ventuswill, der ihm erlaubt, mit seinem Butler, Volkanon, in seinem Schloss zu bleiben.
Der Protagonist muss sich verhalten, als wäre er der Prinz/die Prinzessin des Dorfs und muss sogenannte „Prinzenpunkte“ verwenden, um die Stadt zu bauen und Feste abzuhalten.
Innerhalb einer Woche nach Erscheinen wurde es in Japan mehr als 135.000-mal verkauft.

### Rune Factory 5
Rune Factory 5 (ルーンファクトリー5, Rūn Fakutorī 5) spielt in der Grenzstadt Rigbarth, wo mysteriöse Ereignisse das Gleichgewicht zwischen Menschen und Natur stören. Der Protagonist (Geschlecht wählbar) verliert sein Gedächtnis und wird als neues Mitglied der Organisation SEED rekrutiert. In dieser Rolle kann der Spieler Monster mit einem Zaubersiegel einfangen, sich um die Landwirtschaft kümmern und Beziehungen zu den Bewohnern aufbauen.
Mit der Zeit stellt sich heraus, dass die Unruhen in der Region durch eine größere Bedrohung ausgelöst wurden. Der Spieler muss zusammen mit seinen Freunden das Geheimnis hinter den Runen lüften und das Gleichgewicht der Welt wiederherstellen.

### Rune Factory: Guardians of Azuma
Rune Factory: Guardians of Azuma (ルーンファクトリー ガーディアンズ オブ アズマ) ist ein kommender Ableger der Rune-Factory-Reihe, der im Frühjahr 2025 für Nintendo Switch und PC erscheinen soll. Das Spiel folgt den beiden Protagonisten Subaru und Kaguya, die als sogenannte Erdtänzer besondere Kräfte nutzen, um mit der Welt um sie herum zu interagieren. Die Handlung dreht sich um eine mysteriöse Seuche, die sich in Azuma ausbreitet. Der Spieler übernimmt die Rolle eines Guardians und muss das Land erneuern, indem er eine Farm bewirtschaftet und ganze Dörfer aufbaut. Neben landwirtschaftlichen Tätigkeiten und Kämpfen gegen Monster spielt die Interaktion mit Dorfbewohnern und potenziellen Ehepartnern eine zentrale Rolle. Der Spieler kann soziale Bindungen aufbauen, Freundschaften schließen und eine Ehe mit einem der 16 Heiratskandidaten eingehen, wobei auch gleichgeschlechtliche Beziehungen möglich sind.

## Entwicklung
Laut dem Geschäftsführer von Marvelous und Harvest-Moon-Erfinder, Yasuhiro Wada, leiht sich Rune Factory 2 nicht den Untertitel Harvest Moon im Japanischen.
Dies wurde so beschlossen, um Rune Factory als eine unabhängige und eigenständige Serie hervorzuheben.
Marvelous wird dies auch in den folgenden Titeln der Serie so handhaben, inklusive Rune Factory Frontier.
Dagegen nutze Natsume den Untertitel A Fantasy Harvest Moon für Rune Factory 2 und Rune Factory 3.
Auch im Deutschen wurden die Untertitel übernommen.
In Rune Factory 3 kann sich der Spieler erstmals in ein Monster, ein sogenanntes „Wooly“ verwandeln.
Rune Factory Oceans ist das erste Spiel der Serie, das nicht exklusiv für eine Nintendo-Konsole erschienen ist.
Obwohl es in Rune Factory Oceans möglich ist, ein Mädchen zu spielen, ist Rune Factory 4 das erste Rune-Factory-Spiel, in dem man von Anfang an das Geschlecht des Protagonisten bestimmen kann.
Zum ersten Mal spielt man auch keinen Farmer, sondern einen Prinzen.

## Rezeption
Die Rune-Factory-Serie wurde sehr gut bewertet, es wurde noch kein Spiel der Serie kritisch bemängelt.
Rune Factory: A Fantasy Harvest Moon erhielt eine 8.4 von 10 Bewertung von Mark Bozon, einem Spielebewerter bei IGN. Bozon sagte, dass der kreative Stil „unglaublich“ sei und dass es „das Harvest Moon sei auf das ihr gewartet habt“. 91/100 von Gamebrink, 7.0/10 von Nintendo Power und 4/5 von X-Play.
IGN bewertete auch Rune Factory 2: A Fantasy Harvest Moon mit 8.4 von 10 Punkten und merkten dabei die Ähnlichkeit zum Vorgänger an. Der Durchschnitt der gesammelten Wertung auf GameRankings liegt bei 9.0 von 10 Punkten und gibt ebenfalls an, dass es große Ähnlichkeiten mit dem Original hat.
Rune Factory 5 hat sich weltweit über 500.000 Mal verkauft.

### Rune Factory in anderen Werken
Von Rune Factory 2 wurde eine Vielzahl von Manga-Serien veröffentlicht, unter anderem in den Magazinen Dengeki Nintendo DS, Monthly Wings, Dragon Age und Dengeki Maoh.
Spieler, die das Spiel in Japan vorbestellten, erhielten eine Gratis-CD mit drei Kurzgeschichten sowie ein 18-seitigen Art-Book.
Kurz nach der Veröffentlichung des Spiels in Japan, wurde eine CD mit allen Hintergrundmusikstücken, drei Kurzgeschichten und zwei Theme Songs veröffentlicht, gefolgt von einem Roman, der auf dem Spiel basiert.
Der amerikanische Vorbesteller-Bonus war ein Plüsch „Chipp—a Monster“ aus der Serie, welches in der Aufmachung ähnlich einem Eichhörnchen war. Man erhielt es in einer Box von den teilnehmenden Webseiten.